# Fricativa uvular ejetiva
A fricativa uvular ejetiva é um tipo de som consonantal, usado em algumas línguas faladas. O símbolo no Alfabeto Fonético Internacional que representa este som é ⟨χʼ⟩.

## Características
- Sua maneira de articulação é fricativa, ou seja, produzida pela constrição do fluxo de ar por um canal estreito no local da articulação, causando turbulência.[1]
- Seu ponto de articulação é uvular, o que significa que está articulado com a parte posterior da língua (dorso) na úvula.[1]
- Sua fonação é surda, o que significa que é produzida sem vibrações das cordas vocais.[1]
- É uma consoante oral, o que significa que o ar só pode escapar pela boca. O mecanismo da corrente de ar é ejetivo (glotálico egressivo), o que significa que o ar é forçado para fora bombeando a glote para cima.[1]

## Ocorrência
| Língua    | Palavra                | AFI      | Significado | Notas           |
| --------- | ---------------------- | -------- | ----------- | --------------- |
| Tlingit   | xh'aan                 | [χʼàːn]ⓘ | Fogo        |                 |
| Georgiano | [ exemplo necessário ] |          |             | Alofone de ⟨qʼ⟩ |